# Radio Moscow
Radio Moscow je americká kapela hrající psychedelický rock. V roce 2003 ji založil zpěvák a multiinstrumentalista Parker Griggs. Kromě něj jsou v současné době členy kapely baskytarista Anthony Meier a bubeník Paul Marrone.

## Historie
Před vznikem kapely nahrával Parker Griggs pod pseudonymem Garbage Composal. Poté, co měl dost materiálu na vytvoření alba, založil s baskytaristkou Seranou Andersen kapelu Radio Moscow a přesunuli se do Colorada. Poté se Griggsovi s pomocí Dana Auerbacha, zpěváka The Black Keys, podařilo získat nahrávací smlouvu s Alive Naturalsound Records.
Po návratu do Iowy se stal novým baskytaristou Luke McDuff. Griggs a McDuff poté v roce 2006 společně nahráli debutové album kapely a Auerbach se chopil produkce. Radio Moscow bylo vydáno v únoru 2007. Krátce po vydání alba byl McDuff nahrazen Zachem Andersonem.
Od roku 2007 kapela pořádá turné po celém světě s mnoha bubeníky, včetně Keithe Riche, Todda Stevense a Paula Marroneho. Druhé album Radio Moscow, Brain Cycles, bylo vydáno v dubnu 2009 a kapela si ho sama produkovala. V říjnu 2011 vydali Radio Moscow své třetí album The Great Escape of Leslie Magnafuzz. Dříve nevydané album 3 & 3 Quarters, které bylo nahráno v roce 2003 a podílel se na něm pouze Griggs, bylo vydáno v dubnu 2012. Zach Anderson a Cory Berry nyní hrají v kapele Blues Pills.
Na oficiálním webu Radio Moscow oznámili, že v průběhu roku 2013 plánují vydat čtvrté studiové album. V červenci kapelu opustil baskytarista Billy Ellsworth a byl nahrazen Anthonym Meierem. 11. prosince kapela oznámila, že v průběhu měsíce začne s nahráváním nového alba. 11. ledna 2014 kapela oznámila, že se album bude nazývat Magical Dirt. Bylo dokončeno 22. února a vydáno 17. června 2014.

## Diskografie

### Alba
- Radio Moscow (2007)
- Brain Cycles (2009)
- The Great Escape of Leslie Magnafuzz (2011)
- 3 & 3 Quarters (2012) - sbírka demo nahrávek z roku 2003 frontmana Parkera Griggse před vznikem kapely
- Magical Dirt (2014)

### EP
- Rancho Tehama EP (2013)